# Otra
Otra (Oteråen eller – ovanför mynningen i Kristiansand – Torridalselva) är Sørlandets största och Norges åttonde längsta flod. Den är 238 kilometer lång och rinner från Setesdalsheiene i Bykle kommun till Kristiansand. Floden är känd för sin lax Den passerar två större insjöar, Åraksfjorden och Byglandsfjorden.

## Hydrologi

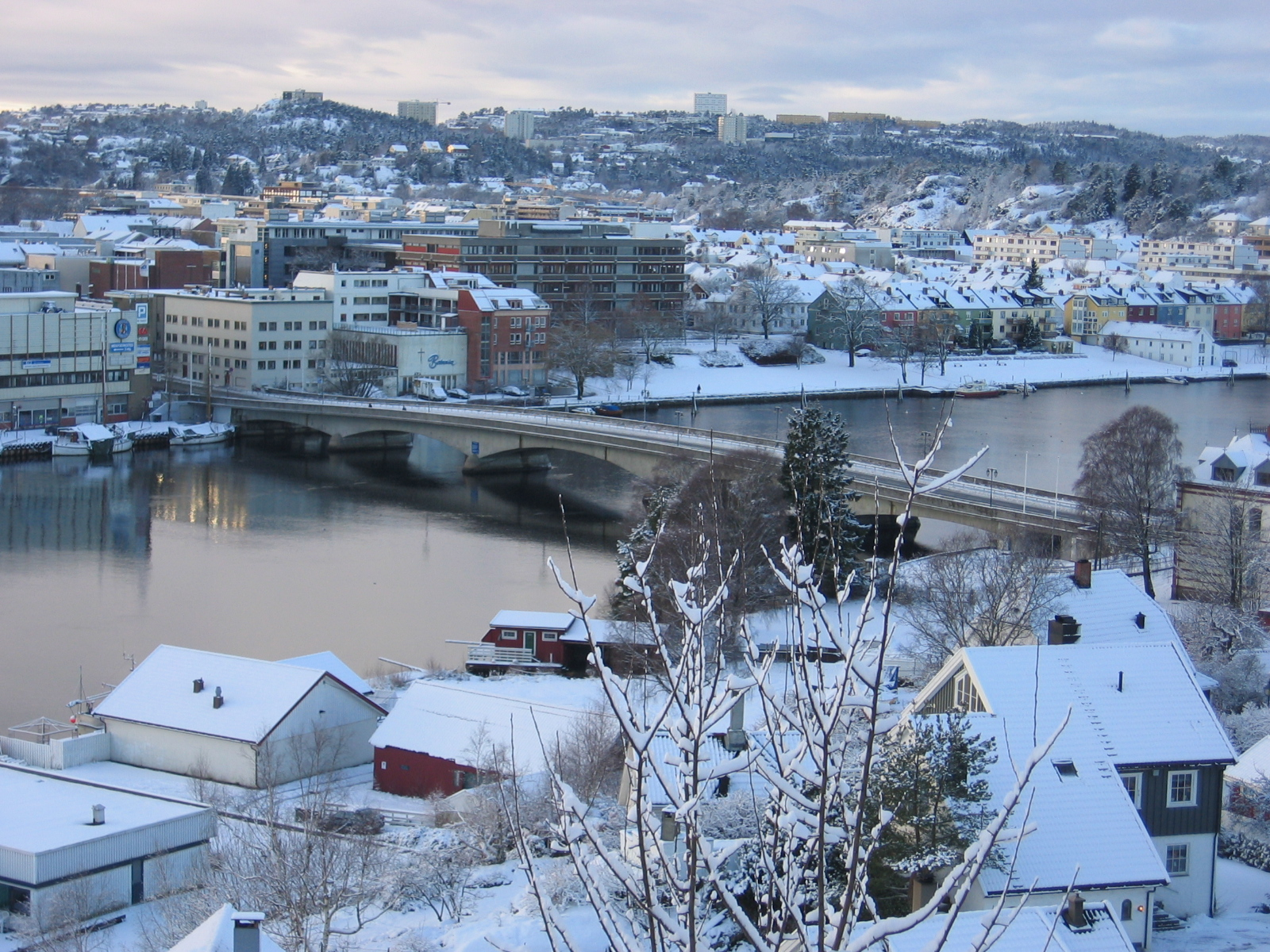
Otra i Kristiansand.

Otra rinner från Hardangervidda, genom Setesdalen och ut i Skagerrak vid Kristiansand. Älven har längs med sitt lopp många vattenfall. Det sammanlagda avrinningsområdet är 3 740 km², och medelvattenföringen är 150 m³/s.

## Fisk

### Lax
Fisket i Otra var tidigare populärt bland engelska adelsmän och de som hade råd att fiska. Industriella föroreningar, liksom i de flesta andra floder i Sörland, ledde dock till försurning, vilket gjorde att floden i stort sett dog. Under perioden 1960-1990 fanns det ingen lax. Laxfisket i älven har återupprättats, Vattenkvaliteten i älven har på senare år varit så bra att inga försurningsskador har konstaterats på smolten. Laxen klarar sig bra eftersom vattnet inte är så surt. Det är den kalkrika berggrunden i Setesdalen som ger älvvattnet ett skydd mot försurningen.
Sedan 1999 har Otra åter öppnats för fiske för allmänheten, efter att ha varit stängd för allmänheten eftersom fiskerättigheter endast fanns på privata sträckor. Mellan åns mynning i Kristiansands centrum och Vigeland i Vennesla är en sträcka på 1,5 mil avsedd för laxfiske.

### Bleke
Bleke är en laxfisk som bara finns i Otra.

### Elritsa
Även karpfisken elritsa finns i hela floden ovanför Brokke kraftverk. Fiskarten är oönskad i floden och det pågår åtgärder för att förhindra att den sprider sig.

## Reglering
Otra är en av Norges mest reglerade floder med en rad kraftverk.
- Holen kraftverk
- Brokke kraftverk
- Bjørgum småkraftverk
- Hekni kraftverk
- Hovatn kraftverk
- Langerak kraftverk
- Iveland kraftverk
- Nomeland kraftverk
- Steinsfoss kraftverk
- Hunsfoss kraftverk
- Vigelandsfoss kraftverk